# Trzeci
Trzeci – polski film w reżyserii Jana Hryniaka, według scenariusza Wojciecha Zimińskiego, z główną rolą Marka Kondrata. Film jest próbą nawiązania do Noża w wodzie (1961) Romana Polańskiego.

## Fabuła
Głównymi bohaterami filmu są Ewa (Magdalena Cielecka) i Paweł (Jacek Poniedziałek), którzy wybierają się na wakacje na jacht. Na ich drodze staje Stary (Marek Kondrat).

## Obsada
- Marek Kondrat – Stary
- Jacek Poniedziałek – Paweł
- Magdalena Cielecka – Ewa
- Jacek Braciak – Świszczypałka
- Piotr Buczek
- Natalia Kaszyńska
- Kamil Miondlikowski – członek bandy „Świszczypałki”
- Lawrence Okey Ugwu – pan młody
- Andrzej Wronowski
- Redbad Klynstra – wspólnik Pawła
- Paweł Królikowski – policjant
- Agnieszka Dobrowolska-Borowiec
- Rafał Nowak
- Marcin Wędołowski
- Grażyna Suchocka – wulkanizatorka
- Rafał Królikowski – facet z toyoty
- Katarzyna Dziurka
- Marcin Porembski
- Anna Cugier-Kotka
- Witold Wieliński – członek bandy „Świszczypałki”
- Krystyna Tesarz-Szymańska – baba
- Edyta Olszówka – kobieta z toyoty
- Bartosz Gałkowski
- Emilia Rajca
- Magdalena Kurek
- Alicja Wolny
- Dariusz Kwaśnik – lekarz
- Oskar Kaszyński
- Mirosław Rzońca
- Marta Majchrzak
- Jakub Woźniak
- Elżbieta Komorowska – prostytutka na komisariacie
- Roman Paszke – żeglarz
- Bernard Kierat